# Холландс-Дип
Хо́лландс-Ди́п (нидерл. Hollands(ch) Diep) — река в Нидерландах, эстуарий в дельте Рейна и Мааса. Канал Шельда-Рейн соединяет Холландс-Дип с портом Антверпена.
Река образуется от слияния рек Амер и Ньиве-Мерведе в районе местечка Лаге-Звалюве. Возле Мурдейка в неё впадает Дордтсе-Кил. В районе деревни Нюмансдорп река Холландс-Дип разделяется на два эстуария: Харингвлит (правый) и Волкерак (левый). В месте разделения реки на эстуарии на воде находится дорожный узел Хеллегатсплейн, который соединён Харингвлитским мостом с островом Хуксевард на севере, дамбой Хеллегатсдам с островом Гуре-Оверфлакке на западе, и Волкеракскими шлюзами с материком на юго-востоке.